# فرودگاه ژی‌جیانسک
فرودگاه ژی‌جیانسک  (به انگلیسی: Zhigansk Airport)  یک فرودگاه همگانی   است . این فرودگاه در شهر ژیکانسکی کشور روسیه قرار دارد و در ارتفاع ۸۹ متری از سطح دریا واقع شده است.